# Firuz Xah Khalji
Jalal-ad-Din Firuz-Xah Khaljí fou el fundador de la dinastia khalji de Delhi.
Era fill de Yughrush i estava al servei del sultà Giyath al-Din Balban Ulugh Khan (1266-1287/1288) que el va enviar (1280) amb el seu fill Nasir al-Din Bughra (governador de Bengala 1282-1291) per combatre la rebel·lió de Mughis al-Din Toghril al que va derrotar el 1281. El 1289 Bughra el va assignar al servei del seu propi fill Muizz al-Din Kaykubad ibn Bugra Khan (1287/1288-1290) que havia arribat al tron de Delhi.
Kaykubad el va nomenar governador de Samana i després de Baran i finalment fou cridat a Delhi per exercir com a arid-i mamalik amb el títol de Shaista Khan. El 1290 Kaykubad es va posar malalt i va patir paràlisi suposadament a causa dels excessos, i els amirs van proclamar sultà al seu fill Shams al-Din Kayumarth o Gayumarth, un menor d'edat (3 anys); però al cap de poc Firuz Khalji va fer assassinar els seus rivals a la cort, Kachan i Surkha, i va fer tancar al jove sultà, prenent possessió de la ciutat de Delhi, i uns dies després (13 de juny de 1290) es va fer proclamar sultà obrint al dinastia khalji.
Kaykubad fou assassinat per un amir al que el sultà havia fet matar el pare. En general els khaljis no eren vistos com a turcs i hi va haver una certa oposició a la nova dinastia.
Djalal al-Din es va instal·lar al palau de Kilukheri reanomenat Shahr-i Naw (Vila Nova). Entre els nomenaments que va fer hi havia el d'un nebot de Balban, Malik Chajju Kishli Khan, que va rebre l'ikta (feu) de Kara Makikpur, el qual el 1292 es va revoltar i es va dirigir cap a Delhi; Djalal al-Din Firuz va deixar a la ciutat al seu fill Khan Khanan, el més gran dels seus fills, i es va dirigir a Badaun (Badayun), i la seva avantguarda dirigida pel seu fill petit Arkali Khan, va creuar el Ganges, va sorprendre els rebels i els va derrotar; Kishli va fugir i es va refugiar amb un cap hindú (mukaddam) que el va entregar a Firuz; el sultà el va tractar bé i el va enviar a Multan el govern del qual havia donar a Arkali. També va tenir un comportament suau amb els rebels reconvertits a bandits (thags) que foren deportats a Bengala. En canvi va permetre que el seu fill Arkali matés al dervix Sidi Muwallih, molt popular i del que existia el temor que no volgués assolir el tron.
Després d'això va intentar una expedició contra Rathambor que finalment va abandonar; un net d'Hulegu va envair territori del sultanat però Firuz el va anar a combatre i el va derrotar prop de Sunam, obligant-lo a retirar-se (1292). Uns tres mil mongols es van convertir a l'islam i van restar a l'Índia. El mateix 1292 Firuz va enviar a Malwa al seu nebot (i gendre) Ali Garshasp (després Ala al-Din Muhammad Shah I Khalji) que va capturar Bhilsa i va fer un botí considerable amb el que va tornar a Delhi rebent Oudh en ikta (ja era feudatari de Kara Maikpur).
El 1294 Ali Garshasp va anar a conquerir Deogir (Devagiri), capital del raja yadava Rama Chandra; amb uns set mil soldats es va dirigir a Ellichpur (al Berar) on va fer creure que era un noble descontent que anava al sud a posar-se al servei de Rajamundri al sud de Telingana. Així va sorprendre al raja yadava al que va derrotar en una batalla prop de la ciutat de Deogiri; Rama Chandra es va refugiar a la fortalesa; Ali va derrotar tanmateix al fill gran del raja Shankar (Singhanader o Sankhder segons altres fonts) que va haver de demanar la pau i cedir la província d'Ellichpur i pagar un tribut en or, plata, joies, cavalls i elefants. Llavors va tornar a Kara Manikpur.
Firuz va deixar passar que havia fet l'atac a Deogiri sense el seu permís. Suposadament penedit per haver actuat sense ordes del sultà, va aconseguir que Firuz el visités a Kara Manikpur i el perdonés formalment; quan Firuz era prop de Kara Manikpur va trobar acampat a la riba del Ganges al seu nebot que l'esperava; en el moment de la trobada, quan s'anaven a saludar, Ala al-Din el va assassinar i es va proclamar immediatament sultà (19 de juliol de 1296) dirigint-se tot seguit a Delhi.

## Nota
1. ↑  la data varia segons les fonts i podria ser també abril o maig